# Comuna Bedenica, Zagreb
Bedenica este o comună în cantonul Zagreb, Croația, având o populație de 1.432 de locuitori (2011).

## Demografie
Componența etnică a comunei Bedenica
     Croați (99,58%)
     Necunoscut (0%)
     Neclasificat (0,21%)
Componența confesională a comunei Bedenica
     Catolici (99,44%)
     Necunoscută (0,35%)
     Alte religii (0,21%)
Conform recensământului din 2011, comuna Bedenica avea 1.432 de locuitori. Din punct de vedere etnic, majoritatea locuitorilor (99,58%) erau croați. Din punct de vedere confesional, majoritatea locuitorilor (99,44%) erau catolici. Pentru 0,35% din locuitori nu este cunoscută apartenența confesională.